# Leioproctus rubellus
Leioproctus rubellus är en biart som först beskrevs av Smith 1862.  Leioproctus rubellus ingår i släktet Leioproctus och familjen korttungebin. Inga underarter finns listade i Catalogue of Life.